# Beach 60th Street
Beach 60th Street, conosciuta anche con il nome di Beach 60th Street-Straiton Avenue, è una fermata della metropolitana di New York, situata sulla linea IND Rockaway. Nel 2015 è stata utilizzata da 801 015 passeggeri.
È servita dalla linea A Eighth Avenue Express, sempre attiva.